# Indonéská vlajka

Indonéská vlajka
Poměr stran: 2:3

(?) Indonéská námořní válečná vlajka
Poměr stran: 2:3

Vlajka Indonésie je tvořena listem o poměru stran 2:3 se dvěma vodorovnými pruhy, červeným a bílým.
Červeno-bílá vlajka vlála už v letech 1293–1475 v madžapahitském císařství. Její barvy byly podmíněny lehko dosažitelným materiálem – bílou bavlnovou látkou a červeným barvivem získávaným z mořských měkkýšů. Spojuje v sobě taktéž párové pojmy nebe – zem, statečnost – čistota, svoboda – spravedlnost.
Vlajka se v roce 1922 stala symbolem partyzánů bojujících proti nizozemské okupaci a v roce 1945, resp. 1949, byla prohlášena za vlajku národní.

Vlajka indonéského prezidenta Poměr stran: 5:8

## Podobné vlajky
Indonéská vlajka má stejné barvy a rozložení jako monacká vlajka, která ale byla vytvořená již roku 1815 a definitivně schválená roku 1881. Proti zavedení indonéské vlajky v roce 1945 Monako protestovalo. Monacká vlajka je používána s poměrem stran 4:5 ale i 2:3.

Monacká vlajka Poměr stran: 4:5
Polská vlajka Poměr stran: 5:8
Singapurská vlajka Poměr stran: 2:3
Vlajka Československa (1918–1920) a historická vlajka Čech Poměr stran: 2:3

## Vlajky indonéských provincií

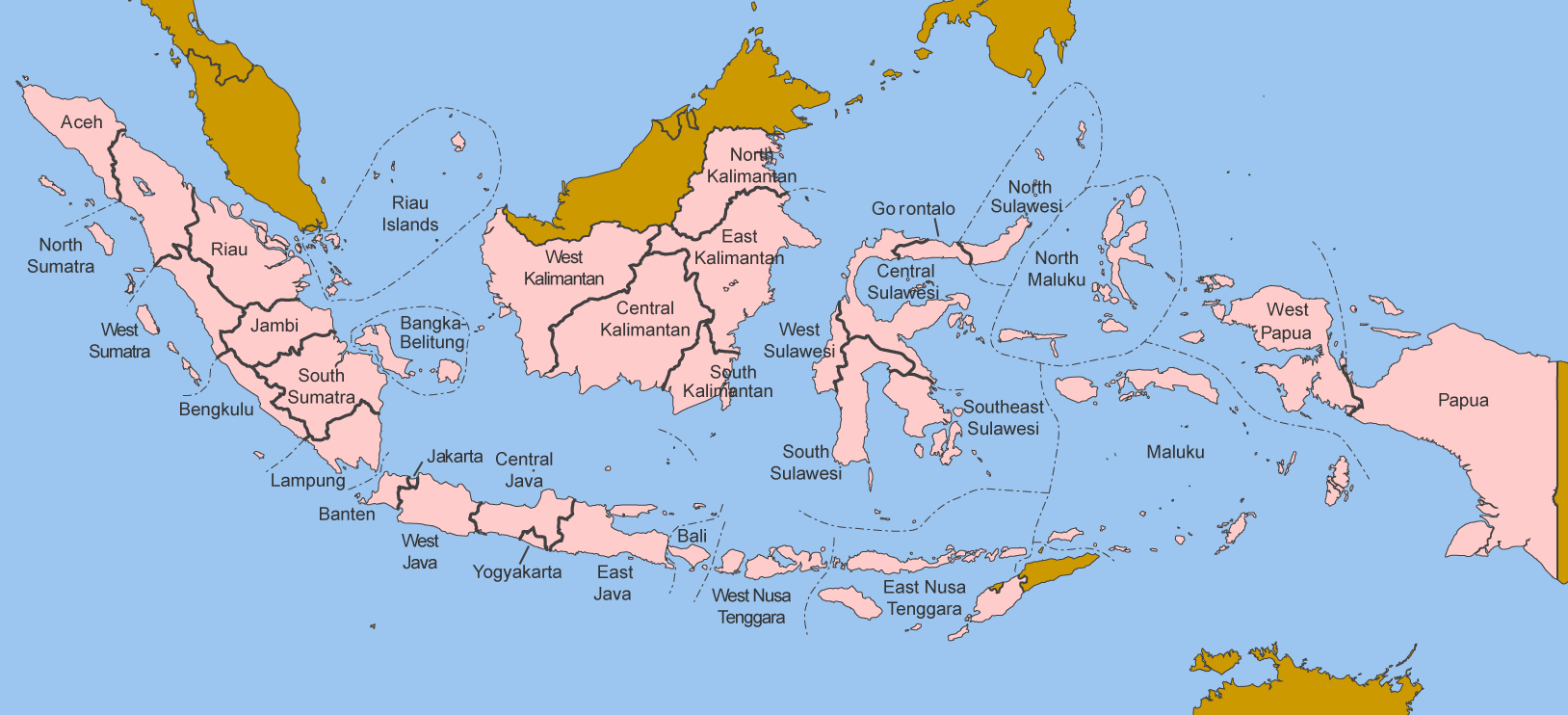
Administrativní členění Indonésie

Indonésie se administrativně člení na 34 provincií. Všechny užívají své vlajky. Některé z obrázků mají jinou barvu listu, oproti zdroji.

Ačeh
Bali
Bangka-Belitung
Banten
Bengkulu
Gorontalo
Jakarta
Jambi (ve zdroji bílý list)
Jihovýchodní Sulawesi
Jižní Kalimantan
Jižní Sulawesi
Jižní Sumatra (ve zdroji tmavší odstín listu)
Lampung (ve zdroji žlutý list)
Moluky
Papua (rozdílná oproti zdroji)
Riau
Ostrovy Riau
Severní Kalimantan (ve zdroji modrý list)
Severní Moluky
Severní Sulawesi
Severní Sumatra
Střední Kalimantan
Střední Jáva (ve zdroji oranžový list)
Střední Sulawesi
Východní Jáva (ve zdroji světlejší odstín listu)
Východní Kalimantan (ve zdroji bílý list)
Východní Nusa Tenggara
Yogyakarta
Západní Jáva
Západní Kalimantan
Západní Nusa Tenggara
West Papua
Západní Sulawesi
Západní Sumatra (ve zdroji zelený list)